# Salvador Gutiérrez de León (escultor)

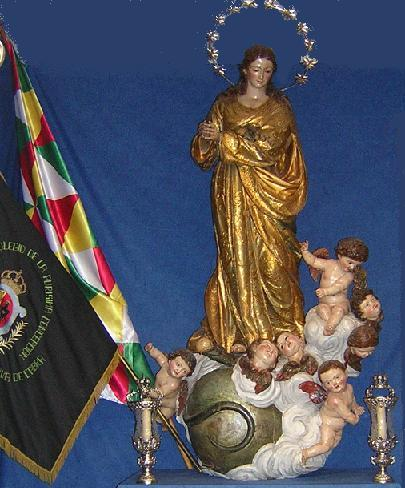
La Purísima, del Real Colegio de Cabra. Obra de Gutiérrez de León

Salvador Gutiérrez de León y Aguirre "El Viejo" (Málaga, 1777 - Málaga, 1856) fue un escultor español, de los siglos XVIII y XIX, de la saga malagueña de escultores Gutiérrez de León, abuelo del conocido Antonio Gutiérrez de León.       
Como artista, sintetiza las tendencias academicistas imperantes en su etapa de producción, con la tradición imaginera barroca propia de la ciudad de Málaga, originaria de finales del siglo XVII y desarrollada a lo largo del XVIII. Dedicado principalmente a la escultura religiosa, procesionista para más señas, también se prodigó en la realización de figuras de barro de corte costumbrista, de gran cotización entre los coleccionistas internacionales.
En fechas recientes, se ha publicado en la revista científica De Arte, de la Universidad de León: «La producción sacra del escultor malagueño Salvador Gutiérrez de León (1777-1838)», un extracto del trabajo que el investigador y compositor malagueño Francisco Jesús Flores Matute, viene realizando desde hace más de seis años sobre Salvador Gutiérrez de León. Este estudio «viene a posicionar en la escena artística malagueña de transición del siglo XVIII al XIX a un escultor, Salvador Gutiérrez de León, necesitado de una revisión profunda y meditada de su producción artística, repasando algunas de las piezas que se le tienen por ciertas o documentadas y logrando localizar y atribuir una serie de esculturas sacras de unos exquisitos acabados técnicos y formales que lo convierten, ciertamente, en uno de los más destacados escultores del primer tercio del XIX en Málaga y Andalucía»

## Obras
A continuación se plasma un catálogo manifiestamente incompleto de toda su producción, incluyendo en él obras atribuidas a él con cierto fundamento:
- Las antiguas tallas del Cristo de la Puente del Cedrón y "El Berruguita" con el soldado romano (1812-1815), destruidos en los sucesos de 1931 (hermandad de la Paloma de Málaga).[4]
- Imágenes de San Juan Evangelista y Santa María Magdalena, de la catedral de Málaga.[1]
- Imágenes en madera sobredorada de Santo Toribio de Liébana, San Juan de Sahagún, Santo Toribio de Mogrovejo y Santo Tomás de Villanueva, de la catedral anterior.[1]
- Maria Santísima del Rosario (hermandad de la Sentencia de Málaga).[nota 1]

La Virgen de la Amargura de la Parroquia de San Francisco de Asís, de Tarifa, pudo haberla tallado, Antonio Gutiérrez de León, su padre, que se llamaba como el nieto de El Viejo, Antonio Gutiérrez de León y Martínez.
Pudo haber tallado la Virgen de la Soledad de la Cofradía de la Pasión, de Fuengirola, aunque es poco probable.
También colaboró en la talla del trascoro de la Catedral de Málaga. Cabe destacar su creación de "El Berruguita", personaje popularmente conocido en Málaga; esta talla fue destruida pero se sigue procesionando una de José Navas Parejo, copia de la anterior.
Una de las obras documentadas del escultor es la Purísima Concepción de la Fundación Aguilar y Eslava de Cabra (Córdoba), que según consta en el Archivo Histórico de esta institución, fue adquirida para la capilla del antiguo Real Colegio de la Purísima bendecida en el año 1819. También se le atribuyen las imágenes de Nuestro Padre Jesús de las Necesidades y del Cristo de la Sangre de la ciudad cordobesa de Cabra, como ha señalado Flores Matute, fruto de su investigación.

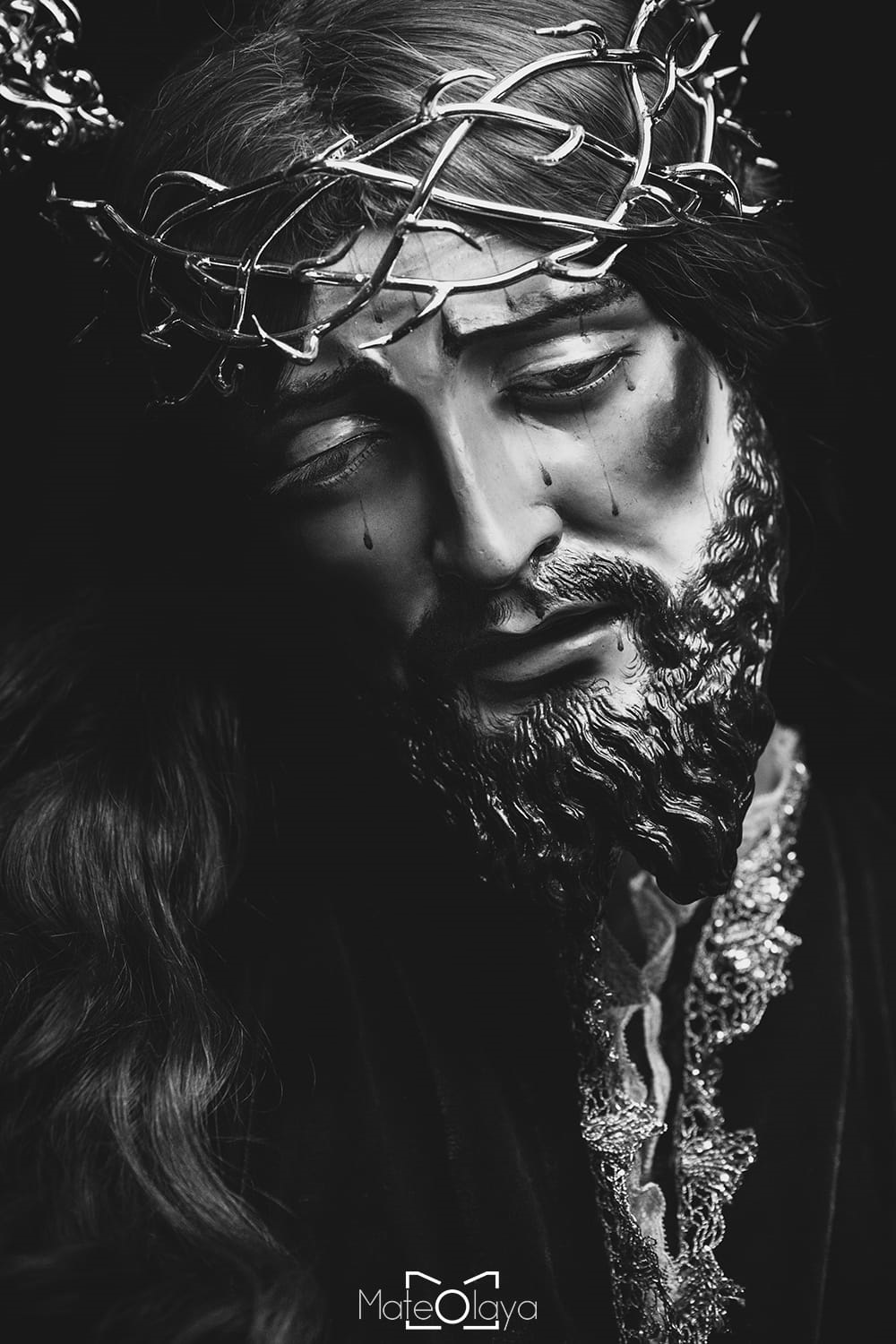
Nuestro Padre Jesús de las Necesidades. Foto Mateo Olaya Marín